# Nemrtvi
Nemrtav je kolektivni naziv za fiktivna, mitološka, ili legendarna bića koja su preminula ali ponovno žive, ili posjeduju neke elemente života i nakon smrti. Nemrtvi mogu biti bestjelesni, kao što su duhovi, ili tjelesni, kao što su vampiri, mumije i zombiji. Nemrtvi se pojavljuju su u legendama većine kultura i u mnogim djelima mašte i horora. Bram Stoker je isprva želio svoj roman Drakula nazvati "Ne-mrtav" i upotreba te riječi u romanu je odgovorna za njezino današnje značenje. Riječ se pojavila u engleskom jeziku puno prije Stokerovog romana ali njeno je značenje jednostavno bilo "živ" ili "nije mrtav". Stokerovo značenje se odnosilo samo na vampire te se tek kasnije proširilo na ostala stvorenja iz horor žanra.

## Vampiri
Vampiri također spadaju u nemrtva stvorenja. Vampirom postaju zli ljudi poslije smrti, prokleti da se vječno hrane ljudskom krvlju. Probijanjem drvenog kolca kroz srce može ih se onesposobiti, ali ne i ubiti. 
Prva dokumentirana uporaba riječi vampir jest za osobu pod imenom Arnold Paole (vjerojatno: Arnaut Pavle?) iz sela Meduegia kod Kruševca 1725. u izvješću lokalnog liječnika Beču u vrijeme kada Austrija vlada Srbijom 1717. – 1739.
U prirodi postoje životinje i organizmi koji žive na tekućinama drugih životinja, od kojih je jedna i krv, te se termin vampirizam ili krvopijstvo u zoologiji koristi za naprimjer: pijavice, komarce i šišmiše.
U popularnoj kulturi termin vampirizam ili krvopijstvo koristi se kao pogrdan naziv za amoralno i bezgranično iskorištavanje pojedinaca ili društva. Isto tako vampirstvo, vampirizam, povampirenje su termini koji se rabe za demoniziranje pojedinaca ili skupina jer se vampiri prema nekim narodnim vjerovanjima smatraju demonima i oličenjem zla, jednaki Sotoni. 

## Zombiji
Zombi je stvorenje u vuduu prikazano kao ljudsko truplo koje je vraćeno u život putem magije ili drugog natprirodnog umijeća. Ova riječ na Haitiju označava čovjeka bez vlastite svijesti, osobe koje su u transu tj. pod tuđom mentalnom kontrolom, bezumni robovi nekog čarobnjaka. U suvremenoj književnosti i filmskoj umjetnosti, pogotovo u horor žanru, zombiji su živi mrtvaci koji se hrane mesom živih ljudi, a ponekad i ljudskim mozgovima.